# Co jest grane, Davis?
Co jest grane, Davis? (ang. Inside Llewyn Davis, 2013) – amerykańsko-francuski dramat muzyczny w reżyserii i według scenariusza braci Coen.
Światowa premiera filmu miała miejsce 19 maja 2013, podczas 66. Międzynarodowego Festiwalu Filmowego w Cannes, gdzie film był wyświetlany w Konkursie Głównym.
Polska premiera filmu odbyła się 21 listopada 2013 w ramach 21. Międzynarodowego Festiwalu Sztuki Autorów Zdjęć Filmowych Plus Camerimage w Bydgoszczy.

## Opis fabuły
Film przedstawia tydzień z życia młodego muzyka Llewyna Davisa próbującego swoich sił na nowojorskich scenach folkowych na początku lat sześćdziesiątych XX wieku. Na drodze do jego kariery stoją jednak rozmaite przeciwności losu, niektóre z nich sprowokowane przez niego samego. Nękany przez ciągły brak środków do życia i chłód nowojorskiej zimy, Llewyn decyduje się na podróż do Chicago, by spróbować szczęścia w klubie znanego menedżera Budda Grossmana.

## Obsada
- Oscar Isaac jako Llewyn Davis
- Carey Mulligan jako Jean Berkey
- John Goodman jako Roland Turner
- Garrett Hedlund jako Johnny Five
- Justin Timberlake jako Jim Berkey
- F. Murray Abraham jako Bud Grossman

i inni

## Nagrody i nominacje
66. Międzynarodowy Festiwal Filmowy w Cannes
- nagroda: Wielka Nagroda Jury − Joel i Ethan Coenowie
- nominacja: Złota Palma − Joel i Ethan Coenowie

21. MF Sztuki Autorów Zdjęć Filmowych Plus Camerimage
- nagroda: Brązowa Żaba − Bruno Delbonnel
- nominacja: Złota Żaba − Bruno Delbonnel

86. ceremonia wręczenia Oscarów
- nominacja: najlepsze zdjęcia − Bruno Delbonnel
- nominacja: najlepszy dźwięk − Skip Lievsay, Greg Orloff i Peter F. Kurland

28. ceremonia wręczenia Independent Spirit Awards
- nominacja: najlepszy film niezależny − Joel i Ethan Coenowie i Scott Rudin
- nominacja: najlepsza główna rola męska − Oscar Isaac
- nominacja: najlepsze zdjęcia − Bruno Delbonnel

18. ceremonia wręczenia Satelitów
- nominacja: najlepszy film
- nominacja: najlepsza reżyseria − Joel i Ethan Coenowie
- nominacja: najlepszy scenariusz oryginalny − Joel i Ethan Coenowie
- nominacja: najlepsze zdjęcia − Bruno Delbonnel
- nominacja: najlepsza piosenka Please Mr. Kennedy
- nominacja: najlepszy dźwięk − Skip Lievsay, Paul Urmson i Igor Nikolic

71. ceremonia wręczenia Złotych Globów
- nominacja: najlepszy film komediowy lub musical
- nominacja: najlepszy aktor w filmie komediowym lub musicalu − Oscar Isaac
- nominacja: najlepsza piosenka − Please Mr. Kennedy (muzyka i tekst: Justin Timberlake, Oscar Isaac i Adam Driver)